# Fuente M

La hipótesis de los cuatro documentos de Streeter.

La fuente M; referida a veces como documento M, o simplemente M, proviene de la M en «material Mateano»; es una fuente textual hipotética para el Evangelio de Mateo. La fuente M se define como el material especial del Evangelio de Mateo que no proviene ni de Q ni de Marcos.

## Historia
Los estudiosos del siglo XIX del Nuevo Testamento que rechazaron la perspectiva tradicional de la prioridad de Mateo en favor de la prioridad de Marcos; especularon que los autores de Mateo y Lucas elaboraron el material que tienen en común con el Evangelio de Marcos a partir de ese mismo evangelio. Sugirieron que ninguno de esos dos Evangelios se basó en el otro, sino en una segunda fuente común denominada Q.
Esta teoría de las dos fuentes, especula que Mateo extrajó material tanto de Marcos como de una colección hipotética de dichos, llamada Q. Para la mayoría de los estudiosos, la colección Q es la fuente de lo que Mateo y Lucas comparten (a veces en exactamente las mismas palabras), pero no se encuentra en Marcos. Algunos ejemplos de este tipo de material son: tres tentaciones del Diablo a Jesús, las bienaventuranzas, la Oración del Señor y muchos dichos individuales.
En Los cuatro Evangelios: Un estudio de los orígenes [The Four Gospels: A Study of Origins] (1924), Burnett Hillman Streeter sostuvo que una tercera fuente, denominada M y también hipotética, se encuentra detrás del material de Mateo que no tiene paralelo en Marcos o Lucas. Esta hipótesis de las cuatro fuentes postula que había por lo menos cuatro fuentes del Evangelio de Mateo y el Evangelio de Lucas: el Evangelio de Marcos, y tres fuentes perdidas: Q, M y L (El material M está representado en azul en el gráfico superior).
Durante el resto del siglo XX, hubo varios desafíos y mejoras de la hipótesis de Streeter. Por ejemplo, en su libro de 1953 El Evangelio antes de Marcos [The Gospel Before Mark], Pierson Parker postula una primera versión de Mateo (el Mateo arameo o Proto-Mateo) como la fuente primaria.
Parker argumentó que no era posible separar el material «M» de Streeter a partir del material en Mateo paralelo a Marcos.

## Composición

### Los evangelios sinópticos y la Naturaleza de M
La relación entre los tres evangelios sinópticos va más allá de la mera similitud en la perspectiva. Los evangelios relatan a menudo las mismas historias, por lo general en el mismo orden, a veces usando las mismas palabras. Los estudiosos señalan que las similitudes entre Marcos, Mateo y Lucas son demasiado grandes para ser contadas como mera coincidencia. Si la hipótesis de cuatro fuente es correcta, entonces M probablemente habría sido un documento escrito y que contenía la siguiente:
- Parábola del trigo y la cizaña.
- Parábola del tesoro.
- Parábola de la perla.
- Parábola de la red.
- Parábola del siervo despiadado.
- Parábola de los obreros de la viña.
- Parábola de los dos hijos.
- Parábola de las diez vírgenes.[9][10]

### Evangelios primarios
Los evangelios primarios son aquellos evangelios originales en los que todos los demás se basan. Los que apoyan la hipótesis de los cuatro documentos creen que estos son el Evangelio de Marcos, Q y M.

#### Evangelio de Marcos (40–70)
Eusebio, en su catálogo de antiguos escritos de la iglesia, pone el Evangelio de Marcos en su Homologoumena o la categoría «aceptado». Ambos estudiosos bíblicos, modernos y antiguos, coinciden en que era el relato canónico temprano de la vida de Jesucristo. Se trata de una fuente primaria primitiva, incorporada tanto en el Evangelio canónico de Mateo, así como en Lucas-Hechos.
Los estudiosos coinciden en que el Evangelio de Marcos no fue escrito por cualquiera de los Apóstoles, sino por alguna figura insignificante en la iglesia primitiva. A pesar de sus deficiencias, probablemente fue incluido en el canon porque los Padres de la Iglesia creían que era un relato fiable de la vida de Jesús de Nazaret.
Eusebio, en su Historia de la Iglesia, registra que el autor de este evangelio era un hombre llamado Marcos que era intérprete de Pedro. Se creía que su relato de Jesús eran históricamente exacto, pero que tenía una distorsión cronológica. Se aceptó además que este Evangelio fue compuesto originalmente en griego koiné, cerca de Roma.

#### Fuente Q (40–70)
La fuente Q es una fuente textual hipotética para el Evangelio de Mateo y el Evangelio de Lucas. Se define como el material «común» que se encuentra en Mateo y Lucas pero no en Marcos. Este antiguo texto supuestamente contenía las logia o citas de Jesús que memorizaban los discípulos y seguidores de los rabinos famosos. Los eruditos creen que un redactor desconocido compuso en lengua griega el proto-evangelio. El nombre Q fue acuñado por el teólogo alemán y biblista Johannes Weiss como abreviatura de Quelle, "fuente".

#### Fuente M (30–50)
La tercera fuente primaria es M. Aunque la mayoría de los eruditos aceptan la hipótesis de los cuatro documentos, muchos no están del todo contentos con ella. La dificultad tiende a centrarse en M. La hipótesis de los cuatro documentos explica la triple tradición postulando la existencia de un documento perdido «mateano» conocido como M. Es esto, en lugar de prioridad de Marcos, lo que constituye el rasgo distintivo de la teoría frente a hipótesis alternativas.
Mientras que la hipótesis de los cuatro documentos permanece como una explicación popular para los orígenes de los evangelios sinópticos, algunos cuestionan cómo una fuente importante y respetada, utilizada en un evangelio canónico, podría desaparecer totalmente. Estas personas se preguntan por qué M nunca se mencionó en ninguno de los catálogos de la Iglesia. Además, ningún erudito de la época de Cristo hasta el filólogo San Jerónimo de Estridón lo mencionó.[cita requerida] Debido a estas preguntas, M permanecerá en duda por algunos, aunque sigue siendo una teoría ampliamente aceptada entre los estudiosos de la Biblia.